# دييغو أندري ميخيا
دييغو أندري ميخيا (بالإسبانية: Diego Mejía) (12 أكتوبر 1983 في المكسيك - ) هو لاعب كرة قدم مكسيكي في مركز الوسط. لعب مع كلوب ليون ونادي تيخوانا وAtlante UTN Potros Neza ‏ ودورادوس سينالوا وDelfines F.C. ‏ ونادي موريليا الرياضي وطوروس نيزا ونادي كيريتارو وAtlético Celaya ‏ وAlbinegros de Orizaba ‏.

## وصلات خارجية
- دييغو أندري ميخيا على موقع قاعدة بيانات كرة القدم.إي يو (الإنجليزية)
- دييغو أندري ميخيا على موقع Soccerway.com (الإنجليزية)
- دييغو أندري ميخيا على موقع عالم كرة القدم.نت (الإنجليزية)
- دييغو أندري ميخيا على موقع AS.com (الإسبانية)